# Seleucia
Seleucia (tiếng Hy Lạp: Σελεύκεια), còn được gọi là Seleucia bên bờ sông Tigris, là một trong những thành phố lớn trên thế giới thời Hy Lạp và La Mã. Nó nằm ở Lưỡng Hà, trên bờ phía tây của sông Tigris, đối diện thị trấn nhỏ Ctesiphon.

## Lịch sử

### Đế chế Seleukos
Seleucia, được thành lập vào khoảng năm 305 trước Công nguyên, là thủ đô đầu tiên của vương quốc Seleukos của Seleukos I Nikator. Seleukos là một trong những vị tướng của Alexander Đại đế, những người mà sau cái chết của Alexander, đã chia sẻ đế chế của ông với nhau. Mặc dù Seleukos sớm Chuyển thủ đô chính của mình tới Antioch, ở miền bắc Syria, Seleucia đã trở thành một trung tâm quan trọng của thương mại, văn hóa Hy Lạp, và trung tâm chính trị của vương quốc Seleukos. Thành phố có dân cư Macedonia, Hy Lạp, Syria và Do Thái. Trong thế kỷ thứ 3 và thứ 2 trước Công nguyên, nó là một trong những thành phố Hy Lạp vĩ đại nhất, tương đương với Alexandria ở Ai Cập, và lớn hơn Antioch ở Syria.
Những bằng chứng khảo cổ học tìm thấy cho thấy sự hiện diện của một lượng dân cư lớn không phải của văn hóa Hy Lạp. Năm 141 trước Công nguyên, người Parthia dưới thời Mithridates I chinh phục thành phố, và Seleucia trở thành thủ đô phía tây của Đế chế Parthia. Tacitus đã mô tả các bức tường của nó, và nói rằng ngay cả dưới sự cai trị Parthia, nó vẫn là một thành phố Hy Lạp. Văn bản cổ đại nói rằng thành phố có tới 600.000 người, và được cai trị bởi một hội đồng 300 người. Đó là một trong những thành phố lớn nhất ở thế giới phương Tây. Chỉ sau Rome, Alexandria và có thể là Antioch về số dân.
Năm 55 trước Công nguyên, một trận chiến xảy ra gần Seleucia đã có quyết định trong việc thành lập triều đại kế tiếp của các vị vua Arsaces. Trong trận chiến này nổ ra giữa Mithridates III (được hỗ trợ bởi một đội quân La Mã của Aulus Gabinius, thống đốc của Syria) và Orodes II. ông ta bị đánh bại và cho phép Orodes thiết lập lại mình là vua.
Trong khoảng năm 41 trước Công nguyên,ở Seleucia đã diễn ra một vụ thảm sát khoảng 5.000 người Do Thái Babylon tị nạn(Josephus, Ant xviii.. 9, § 9)
Năm 117 SCN, Seleucia bị đốt cháy bởi hoàng đế La Mã Trajan trong cuộc chinh phục Lưỡng Hà của ông, nhưng năm sau nó đã được nhượng lại cho người Parthia bởi người kế nhiệm của Trajan, Hadrian, sau đó nó được xây dựng lại theo phong cách Parthia. Nó đã hoàn toàn bị phá hủy bởi tướng La Mã Avidius Cassius năm 165.

## Sassanid cai trị
Hơn sáu mươi năm sau, một thành phố mới, Ver-Ardahir đã được xây dựng ở bờ bên kia sông bởi hoàng đế Ba Tư, vua Ardahir I. Thành phố này mới từng được cho là nằm tại vị trí của Seleucia trong suốt một thời gian dài.